# Elatostema rugosum
Elatostema rugosum là loài thực vật có hoa trong họ Tầm ma. Loài này được A.Cunn. mô tả khoa học đầu tiên năm 1838.